# 이학수 (조선)
이학수(한국 한자: 李鶴秀, 1780년~1859년)는 조선 시대 후기의 문신이자 관료이며, 본관은 연안(延安)으로 자(字)는 자고(子皐)이고, 호(號)는 단고(丹皐)이며, 시호(諡號)는 문헌(文獻)이다.
1806년(순조 6)에 음서(학행)로써 천거된 그는, 성균관(成均館)의 집의(集議)를 지내다가, 1812년(순조 12)에 정시 문과 시험에 병과 급제 후, 관직이 이조참의(1812~1815), 성균관 대사성(1815~1819), 규장각 검교대교(1819~1820), 승정원 우승지(1820~1822), 홍문관 부제학(1822~1824), 이조참판(1824~1825), 사간원 대사간(1825~1827), 비변사 제조(1827), 경상도 관찰사(1827), 오위 도총부 도총관(1851~1852), 한성부판윤(1852~1853), 형조판서(1853), 예조판서(1853), 평안도 관찰사(1853), 이조판서(1853), 경기도 수원부유수(1853), 공조판서(1853), 병조판서(1853), 돈령부 판돈녕부사(1853~1854), 의금부 판의금부사(1854~1855)에 이르렀다. 1855년(철종 6) 동짓달에, 76세로 관직을 마지막 은퇴하였다.
추사 김정희(秋史 金正喜)의 종자부(사촌 자형)이기도 하다.